# كول والش
كول والش (بالإنجليزية: Cole Walsh)‏ هو القافز بالزانة أمريكي، ولد في 14 يونيو 1995.

## وصلات خارجية
- كول والش على موقع الاتحاد الدولي لألعاب القوى (الإنجليزية)
- كول والش على موقع الاتحاد الأمريكي لسباقات المضمار والميدان (الإنجليزية)
- كول والش على موقع TFRRS.org (الإنجليزية)